# Kitadaitō
Kitadaitō (jap. 北大東村 Kitadaitō-son) – wieś w Japonii, w prefekturze Okinawa, w archipelagu Daitō. Według danych na rok 2020 miejscowość zamieszkiwało 590 mieszkańców , a gęstość zaludnienia wyniosła 45,1 os./km².